# Southwest Airlines
Southwest Airlines — американская бюджетная авиакомпания, основанная в 1971 году. Southwest Airlines — крупнейшая лоу-кост авиакомпания в США и мире по количеству перевезенных пассажиров, а также вторая среди всех авиакомпаний. Компания базируется в Далласе и эксплуатирует только Boeing 737. Флот компании состоит из 750 самолетов Boeing 737 различных модификаций, которые совершают более 4000 полётов в день.

## История

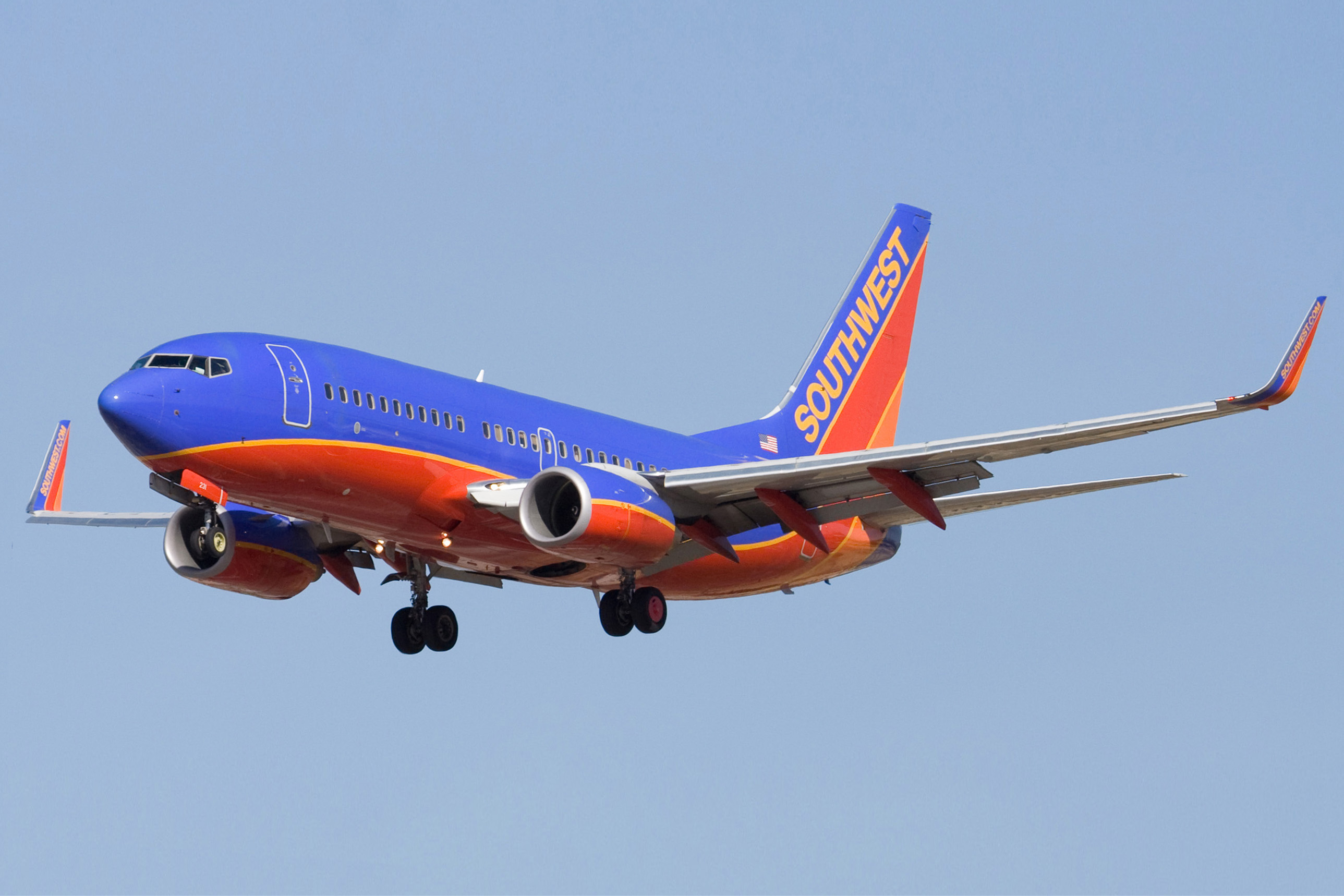
Один из многочисленных Boeing 737 авиакомпании.

Southwest Airlines была первоначально основана как местная линия, обслуживающая три крупнейших города штата Техас. Первые полёты авиакомпании Southwest Airlines совершались из Далласа в Хьюстон и Сан-Антонио тремя самолётами Boeing 737-200. Последний из этих самолётов был списан компанией в январе 2005 года.
В марте 2016 года авиакомпания закрыла доступ на свой сайт с IP-адресов не из Соединенных Штатов. В компании отказались от комментариев. Купить билеты за пределами США было возможно только с использованием VPN-сервисов. В 2019 году компания сняла блокировку IP-адресов не из США.

##### Проблемы с 737-MAX
Запрет эксплуатации Boeing 737 MAX в 2019 году привёл Southwest Airlines к убыткам $435 млн. на конец сентября 2019 г. В связи с чем компания впервые заявила о возможной смене типа самолёта в будущем, чтобы не быть зависимой от одного производителя Но в итоге не стал брать более эффективные Airbus A220, а разместил заказ на 100 самолетов Boeing 737 MAX-7 и опцион еще на 155 ВС. Теперь в его портфеле заказов более 600 Boeing 737 MAX. В 2021 году, после ресертификации FAA и тренинга пилотов, 737-MAX вернулись к эксплуатации.

## Флот
Флот Southwest Airlines на июнь 2022 года состоит из следующих воздушных судов:
| Самолёт          | Эксплуатируется | Заказано | Опцион | Число мест | Примечания |
| ---------------- | --------------- | -------- | ------ | ---------- | --- |
| Boeing 737-700   | 415             | 0        | 0      | 143        | Основной заказчик и крупнейший эксплуатант этой модели |
| Boeing 737-800   | 200             | 0        | 0      | 175        | Поставки до конца 2018 года. |
| Boeing 737 MAX-7 | 0               | 35       | ?      | 150        | Стартовый заказчик этой модели, Начало поставок в 2019 году. |
| Boeing 737 MAX-8 | 100             | 41       | ?      | 175        | Поставки начались в октябре 2017 года. Эксплуатация была приостановлена до выяснения причин катастрофы Boeing 737 MAX под Аддис-Абебой. C 2021 MAX-8 снова в небе. |
| Итого:           | 715             | 76       | 167    |            | |

## Авиакатастрофы и происшествия
У Southwest Airlines произошло 11 аварий, из которых три случая привели к списанию самолёта и имели смертельный исход: один пассажира умер в полёте, двое людей, не являющихся пассажирами, погибли на земле и ещё один пассажир умер от травм, полученных им при попытке проникновения в кабину пилотов, когда другие пассажиры его усмирили. Авиакомпания считается одной из самых безопасных в мире. Ни один пассажир не погиб напрямую в результате авиакатастрофы:
| Дата                 | Авиалайнер          | Бортовой Номер | Место происшествия | Кол-во погибших/на борту | Краткое описание |
| -------------------- | ------------------- | -------------- | --- | ------------------------ | --- |
| 5 марта 2000 года    | Boeing 737-3T5      | N668SW         | Бербанк (Калифорния, США) | 0/144                    | В результате ошибок экипажа и авиадиспетчеров самолёт выкатился за пределы ВПП аэропорта Бербанка и остановился около заправочной станции. Погибших не было, но 44 человека получили ранения |
| 11 августа 2000 года | Boeing 737-7H4      | N798SW         | над Ютой (США) | 1/126                    | Во время полёта 19-летний пассажир Джонатан Бёртон попытался ворваться в кабину пилотов, очевидно, в порыве гнева. Его удерживали шесть-восемь других пассажиров. В драке Бертон умер от удушья. |
| 8 декабря 2005 года  | Boeing 737-7H4      | N471WN         | аэропорт Мидуэй, Чикаго (Иллинойс, США) | 1+0/103                  | В результате ошибок экипажа самолёт выкатился за пределы ВПП на автомобильное шоссе. Никто на борту лайнера не погиб, но в автомобиле, куда врезался самолёт, погиб 6-летний мальчик. |
| 13 июля 2009 года    | Boeing 737-3H4      | N387SW         | вблизи Чарлстона (Западная Виргиния, США)                                                                                                   | 0/131                    | Во время полёта, в верхней части фюзеляжа самолета около хвоста образовалось отверстие, что привело к разгерметизации салона и раскрытию кислородных масок. Экипажу пришлось совершить аварийную посадку. Самолет благополучно приземлился и был отремонтирован.                                                                                          |
| 1 апреля 2011 года   | Boeing 737-3H4      | N632SW         | аэропорт Юма, Юма (Калифорния, США) | 0/122                    | Во время полёта, в верхней части фюзеляжа самолёта между крыльями образовалось отверстие, что привело к разгерметизации салона и раскрытию кислородных масок. Экипажу пришлось совершить аварийную посадку. Самолет благополучно приземлился и был отремонтирован.                                                                                        |
| 22 июля 2013 года    | Boeing 737-7H4      | N753SW         | аэропорт Ла-Гуардия, Куинс, Нью-Йорк (Нью-Йорк, США)                                                                                        | 0/150                    | Самолет совершил жёсткую посадку в аэропорту, из-за чего сломалась передняя стойка шасси, пробив расположенный рядом отсек электроники; после аварии самолёт выкатился за пределы взлётно-посадочной полосы. В итоге командир экипажа был уволен, а самолёт списан.                                                                                       |
| 4 августа 2016 года  | Boeing 737-300      | N368SW         | аэропорт Балтимор-Вашингтон, Анн-Арандел (Мэриленд, США)                                                                                    | 0/135                    | Во время буксировки в аэропорту у самолёта сломалась передняя стойка шасси из-за скорости, с которой двигался буксир. Носовая стойка шасси разрушилась вперёд, причинив серьёзные повреждения шасси, колесу носовой опоры и раздавив переднюю переборку. Самолёт получил значительные повреждения и был списан.                                           |
| 27 августа 2016 года | Boeing 737-7H4      | N766SW         | аэропорт Пенсакола, Пенсакола (Флорида, США)                                                                                                | 0/104                    | Во время полёта у самолёта произошел неконтролируемый отказ двигателя, в результате чего была повреждена гондола и образовалась пробоина в фюзеляже. Самолет успешно совершил аварийную посадку без дальнейших происшествий. |
| 17 апреля 2018 года  | Boeing 737-7H4      | N772SW         | над Бернвиллом (Пенсильвания, США) — место взрыва двигателя, аэропорт Филадельфия, Филадельфия (Пенсильвания, США) — место посадки самолёта | 1/149                    | Во время полёта над Бернвиллом у лайнера отказал и разрушился двигатель №1. Обломок двигателя разбил иллюминатор, в результате чего произошла взрывная декомпрессия. Самолёт совершил аварийную посадку в аэропорту Филадельфии. Погиб 1 человек сидевший рядом с разбившимся иллюминатором, также пострадали 8 человек.                                  |
| 6 декабря 2018 года  | Boeing 737-700      | N752SW         | Бербанк (Калифорния, США) | 0/117                    | Во время посадки самолёт выкатился за пределы взлетно-посадочной полосы, но был остановлен системой защиты от столкновений с использованием инженерных материалов, которая была внедрена после катастрофы рейса 1455. |
| 7 мая 2020 года      | Boeing 737-7H4      | N401WN         | аэропорт Остин-Бергстром, Остин (Техас, США)                                                                                                | 1+0/58                   | Вскоре после приземления пилот сообщил, что видел кого-то на взлётно-посадочной полосе 17R; последующее расследование, проведённое службой безопасности аэропорта, обнаружило на взлётно-посадочной полосе тело мужчины, предположительно, сбитого самолётом во время или вскоре после приземления.                                                       |
| 13 августа 2023 года | Boeing 737-7BD (WL) | N766SW         | аэропорт Хьюстон-Хобби, Хьюстон (Техас, США)                                                                                                | 0/н.д.                   | Вскоре после взлёта экипаж обнаружил что правый двигатель охвачен пламенем из-за механической неисправности. Самолёт вернулся в аэропорт и успешно приземлился. |
| 15 ноября 2024 года  | Boeing 737-7H4      | N8744B         | аэропорт Даллас/Лав-Филд, Даллас (Техас, США)                                                                                               | 0/99                     | Во время подготовки к взлёту в кабину пилотов попала пуля. Пострадавших не было, самолёт благополучно вернулся к выходу на посадку, а пассажиры пересели в другой самолёт. Пострадавший самолёт был выведен из эксплуатации. Полиция Далласа, пожарно-спасательный департамент Далласа и Федеральное управление гражданской авиации начали расследование. |